# باغ ترشیزی
باغ ترشیزی مربوط به دوره قاجار است و در شهرستان سبزوار، بخش مرکزی، روستای باغان واقع شده و این اثر در تاریخ ۲۲ مرداد ۱۳۸۴ با شمارهٔ ثبت ۱۳۱۵۱ به‌عنوان یکی از آثار ملی ایران به ثبت رسیده است.

باغ ترشیزی باغی ایرانی در هفت کیلومتری شرق سبزوار است متعلق به خانوادهٔ ایرج ترشیزی، از خانواده‌های ثروتمند سبزواری و صاحب اولین گاراژ باربری و مسافربری شهر. عمارتی متقارن با دورنمای اصلی شمالی–جنوبی دارد. عمارت اصلی مشتمل بر تالار پذیرایی، پنج‌دری، اتاق‌های نشیمن، دالان، و راهروست. ساختمان جنبی شامل آب‌انبار، حوض‌خانه، بادگیرخانه، مطبخ، و انباری است. عمارت با گچ‌بری، يزدی‌بندی گچی، نيم‌طاق ورودی‌ها و آجركاری تزئین شده‌است.